# بوبيس (طعام)
بوبيس Bopis ( بوبيز بالإسبانية ) هو طبق فلبيني لاذع من لحم الخنزير أو لحم البقر الرئتين والقلب مقلي في الطماطم والفلفل الحار والبصل .  هذا الطبق الفلبيني الحار له أصول إسبانية، لكن المعنى في لغته الأصلية، وحتى المنطقة الأصلية، غير معروفة الآن.

## طريقة التحضير
يتم تقليبها وتقليبها (حتى تصبح مقرمشة   ) مع أحشاء خنزير مفرومة كل الاحشاء  ناعماً ومطبوخة في البصل والطماطم والثوم والفلفل.  
قد تختلف وصفات البوبويس من منطقة إلى أخرى ومن عائلة إلى أخرى، فيما يتعلق بالمكونات والتوابل والنكهات. يصنف البوبيس على أنه بولوتان في المطبخ الفلبيني،  يتم تقديمه مع المشروبات الكحولية أو كطبق رئيسي مع الأرز. 